# 劉德海 (音樂家)
劉德海（1937年8月13日—2020年4月11日），男，祖籍河北滄縣，生於上海，中國琵琶演奏家、作曲家、音樂教育家，以改編古曲《十面埋伏》聞名，曾任教於中央音樂學院、中國音樂學院等校，也擔任過中央樂團琵琶演奏員。他參與創作的琵琶協奏曲《草原小姐妹》，是中國第一首琵琶大型協奏曲。劉德海可以說是當代琵琶演奏的代表人物之一。

## 生平
劉德海祖籍河北滄縣，1937年8月13日生於中國上海，自幼學習琵琶、二胡、笛子、三弦等中樂器。1954年拜浦東派琵琶演奏家林石城為師，三年後亦考入中央音樂學院，師從崇明派曹安和、上海汪派孫裕德、平湖派楊大鈞等人，1962年畢業後留校任教。1964年赴中國音樂學院任教。1970年起擔任中央樂團琵琶演奏員。1973年，劉德海和吳祖強、王燕樵合作，創作中國第一首琵琶大型協奏曲《草原小姐妹》。1979年3月，指揮家小澤征爾帶領波士頓交響樂團至中國演出，其中一個曲目就是《草原小姐妹》，由劉德海擔任琵琶獨奏。波士頓交響樂團回美國時，劉德海也一同前往演出。1983年起，劉德海任中國音樂學院教授、副院長。1989年以《十面埋伏》專輯獲得第一屆中國金唱片獎。2007年獲國家教育部授予的第三屆高等學校教學名師獎。
劉德海曾與美國波士頓交響樂團、柏林愛樂樂團合作演出，推動中國琵琶藝術進入世界音樂體系。其演奏技術嫻熟，表演深刻、細膩、灑脫，富激情。他曾參與創作《狼牙山五壯士》等曲。劉德海亦以改編古曲《十面埋伏》聞名，使用煞弦、絞弦等技法描繪垓下之戰，於1975年首次演奏該改編版，廣受歡迎。
2020年4月11日下午，於北京病逝。

## 外部連結
- YouTube上的劉德海琵琶獨奏〈十面埋伏〉
- YouTube上的《琵琶演奏家劉德海》專輯播放列表
- YouTube上的《霸王卸甲》專輯播放列表
- YouTube上的《劉德海琵琶獨奏曲選》專輯播放列表
- YouTube上的Liu De-Hai: Pipa Favourites播放列表